# Célian Pouzelgues
Pas d'image ? Cliquez ici

a Compétitions nationales et continentales officielles uniquement.

b Matchs officiels uniquement.
Dernière mise à jour le 21 avril 2025.
Célian Pouzelgues, né le 30 septembre 2003 à Montauban (Tarn-et-Garonne), est un joueur français de rugby à XV et international français de rugby à sept jouant aux postes d'ailier ou de centre au Stade toulousain.

## Biographie

### Jeunesse et formation
Célian Pouzelgues commence le rugby à XV à Moissac, puis passe brièvement par le SU Agen, avant de rejoindre l'Avenir valencien. Durant la saison 2021-2022, alors qu'il n'a pas encore 18 ans, il fait ses débuts avec l'équipe première, en Fédérale 1, contre Céret, après de nombreuses blessures à son poste. Il n'est pourtant pas qualifiable car trop jeune mais obtient une autorisation de la fédération française pour pouvoir jouer. Plus tard dans la saison, lors d’une rencontre contre Mazamet, il marque un essai au bout de cinq minutes de jeu et se luxe l'épaule. Il est alors repéré par un recruteur du Stade toulousain qu'il rejoint la saison d'après en double licence avec l'Avenir valencien. Pour sa première saison à Toulouse, il atteint la finale du championnat de France espoirs où il affronte l'Union Bordeaux Bègles. Pouzelgues est titulaire au poste d'ailier, marque un essai et les Toulousains s'imposent 43 à 7 ,. L'année suivante, il joue à nouveau la finale du championnat de France espoirs, cette fois remportée 26 à 15 contre le Castres olympique. Titulaire au centre, il marque aussi un essai durant cette rencontre,.

### Débuts en club et avec l'équipe de France à sept (depuis 2024)
Au cours de la saison 2023-2024, Célian Pouzelgues fait ses débuts professionnels avec le Stade toulousain, lors de la seizième journée de Top 14, dans une victoire 37 à 33 à l'extérieur face à l'ASM Clermont,. Il s'agit de son seul match de la saison. Il ne participe donc pas à la finale du championnat remportée face à l'Union Bordeaux Bègles.
En fin d'année 2024, il est sélectionné pour la première fois de sa carrière en équipe de France de rugby à sept pour préparer la saison qui arrive,. Il obtient ses premières sélections durant le tournoi de Dubaï de la série mondiale 2024-2025. Il est notamment l'auteur de plusieurs chisteras dont une permettant un essai de Grégoire Arfeuil contre l'Afrique du Sud. Il joue ensuite le tournoi d'Afrique du Sud durant lequel il marque notamment un doublé contre les États-Unis puis perd en finale contre l'Afrique du Sud,. Durant la suite de la saison 2024-2025, il connaît sa première titularisation avec le Stade toulousain lors d'un match contre le Stade rochelais, dans une équipe largement remaniée. 

## Palmarès

### En club
- Stade toulousain
  - Vainqueur du Championnat de France espoirs en 2023 et 2024
  - Vainqueur du Championnat de France en 2024

### En équipe nationale
- France à sept
  -  Deuxième du Tournoi d'Afrique du Sud en 2024-2025